# Ебон
4°38′00″ пн. ш. 168°43′00″ сх. д. / 4.6333333333333° пн. ш. 168.71666666667° сх. д.
Ебон (англ. Ebon, марш. Epoon [ɛ̯ɛbʲɛ͡ɔː͡ɛnʲ]) — атол з 22 острівців у Тихому океані у складі ланцюга Ралик (Маршаллові острови). Площа сухопутної частини становить 5,75 км², але прилегла до нього лагуна має площу 103,8 км².